# Dougall Montagnoli
Dougall José Montagnoli (Paris, 21 de mayo de 1953 - La Plata, 20 de abril de 2007) fue un futbolista argentino nacido en Francia. Jugaba en la posición de delantero. 

## Trayectoria
Nació en Francia debido a que su padre, el futbolista argentino José Ismael Montagnoli, se encontraba en ese país jugando profesionalmente. 
Transitó por las divisiones inferiores de Gimnasia y Esgrima La Plata, pero debutó profesionalmente en 1970 en Quilmes. Jugó luego el Metropolitano 1971 con los platenses, y partió hacia su Francia natal, donde fue fichado por el OGC Niza.
Fue repatriado por Gimnasia y Esgrima La Plata, club con el que jugaría hasta 1981. En el Metropolitano 1979 protagonizó un hecho curioso al sustituir al arquero Enrique Vidallé en un partido por el clásico platense ante Estudiantes, luego de que el guardameta de su equipo fuese expulsado por el árbitro del encuentro.
Falleció el 20 de abril de 2007.

## Clubes
| Club                        | País      | Año       |
| --------------------------- | --------- | --------- |
| Quilmes                     | Argentina | 1970      |
| Gimnasia y Esgrima La Plata | Argentina | 1971      |
| OGC Niza                    | Francia   | 1971-1976 |
| Gimnasia y Esgrima La Plata | Argentina | 1976-1981 |